# مفطح

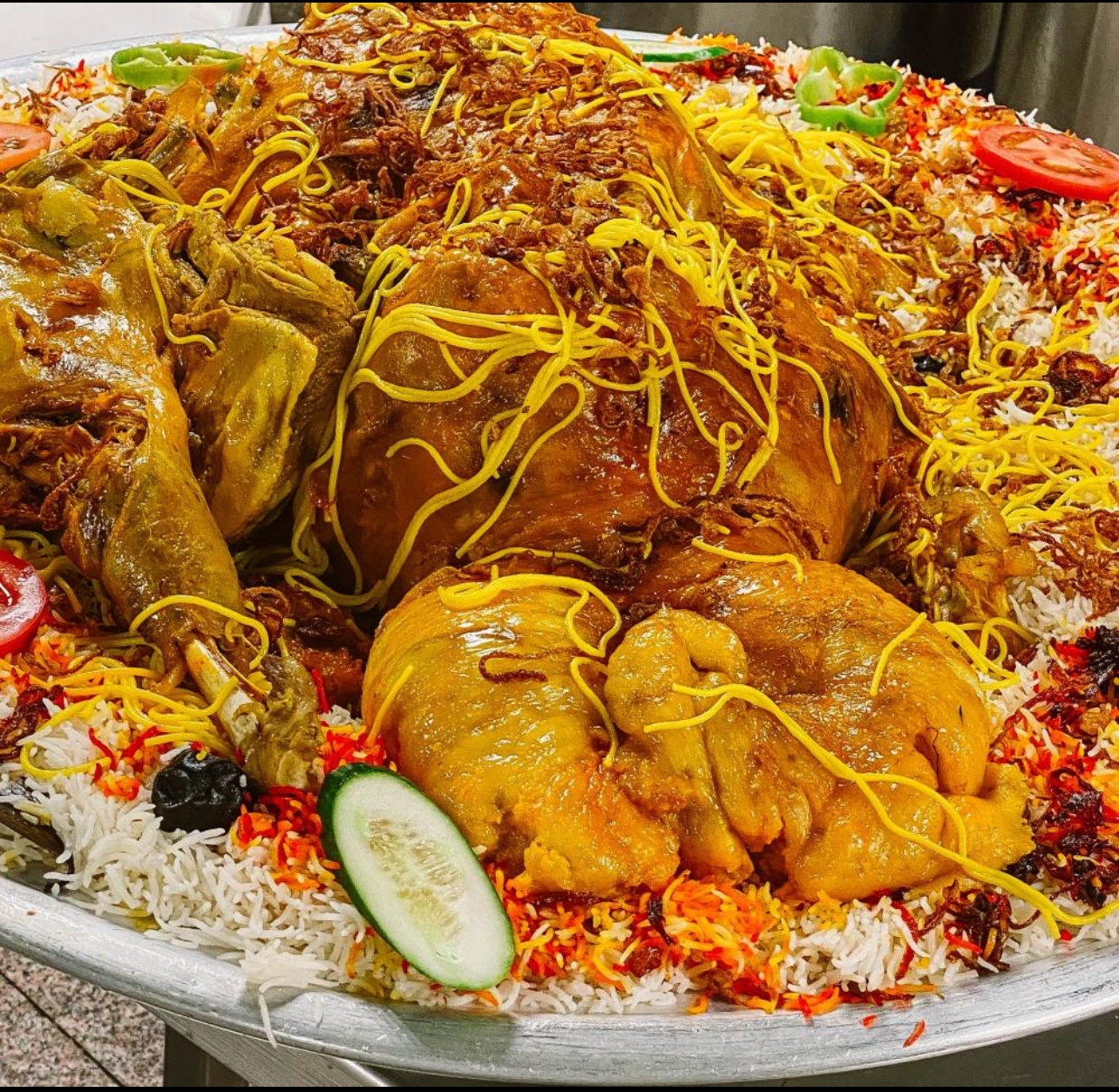
طبق مفطح

المفطَّح أكلة تشتهر بين سكان المملكة العربية السعودية وتطبخ كذلك في الكويت والعراق وبعض دول الخليج العربي، وجمعها ”مفطحات” وغالبًا ما تُقدّم في المناسبات والاحتفالات مثل الزواجات والأعياد وغيرها وهي أحد رموز الكرم بين الناس.

## مكوناتها
تتكون اكلة المفطح من الذبيحة (لحم الخروف) وتوضع فوق طبق كبير من الرز بعد نضجهما وتزين بالكثير البهارات والبيض المسلوق والكبدة وبعض المكرونة والقرفة والفلفل. وتحتوي على الكثير من الدهون بسبب طبخ شحوم الخروف مع اللحم.

## الطريقة
نضع اللحم على القدر وبعد ذلك نضع كمية من الماء المناسبة ونشعل النار ولا نضع البهارات إلا بعد أن يغلي الماء ولذلك لإضافة نكهه له 
بعد نضج اللحم نخرجه من على النار لنزينه ونقطع اللحم بعد ذلك ناخذ جزء بسيط من المرق ونضع فيه ملعقة ثوم وزعفران الاكل ونغطي به اللحم ثم ندخله الفرن لتحمير ثم نضع الرز على المرق ونتركه حتى يغلي بعد ذلك ننتظر حتى ينضج الرز ثم نطفئ النار، وبعد ذلك تأتي مرحلة التزيين ثم التقديم.